# 224

## Události
- 28. dubna – v bitvě na planině Óhrmazdakán poráží Sásánovec Ardašír vojsko parthského krále Artabana IV.; vznik novoperské říše

## Úmrtí
- Artabanos IV.

## Hlavy států
- Papež – Urban I. (222–230) + Hippolytus, vzdoropapež (217–235)
- Římská říše – Alexander Severus (222–235)
- Perská říše – Ardašír I.? (224/226–240/241)
- Parthská říše – Vologaisés VI. (207/208–227/228), Artabanos IV. (213–224)
- Kušánská říše – Vásudéva I. (190–230)
- Japonsko (region Jamataikoku) – královna Himiko (175–248)